# Dominik Hofbauer
Dominik Hofbauer (ur. 19 września 1990 w Eggenburgu) – austriacki piłkarz występujący na pozycji pomocnika.

## Kariera klubowa
Wychowanek amatorskiego klubu SK Eggenburg z rodzinnej miejscowości Eggenburg. Następnie trenował w szkółkach piłkarskich Austrii Wiedeń (2000–2005) oraz SK Sturm Graz (2005–2007), gdzie rozpoczął występy w zespole rezerw, grającym w Regionallidze Mitte. Latem 2007 roku wraz z klubowym kolegą Andreasem Weimannem przeniósł się do akademii angielskiej Aston Villa FC. W latach 2008–2010 występował w drużynie rezerw Aston Villi, z którą w sezonie 2008/09 wygrał rozgrywki Premier Reserve League.

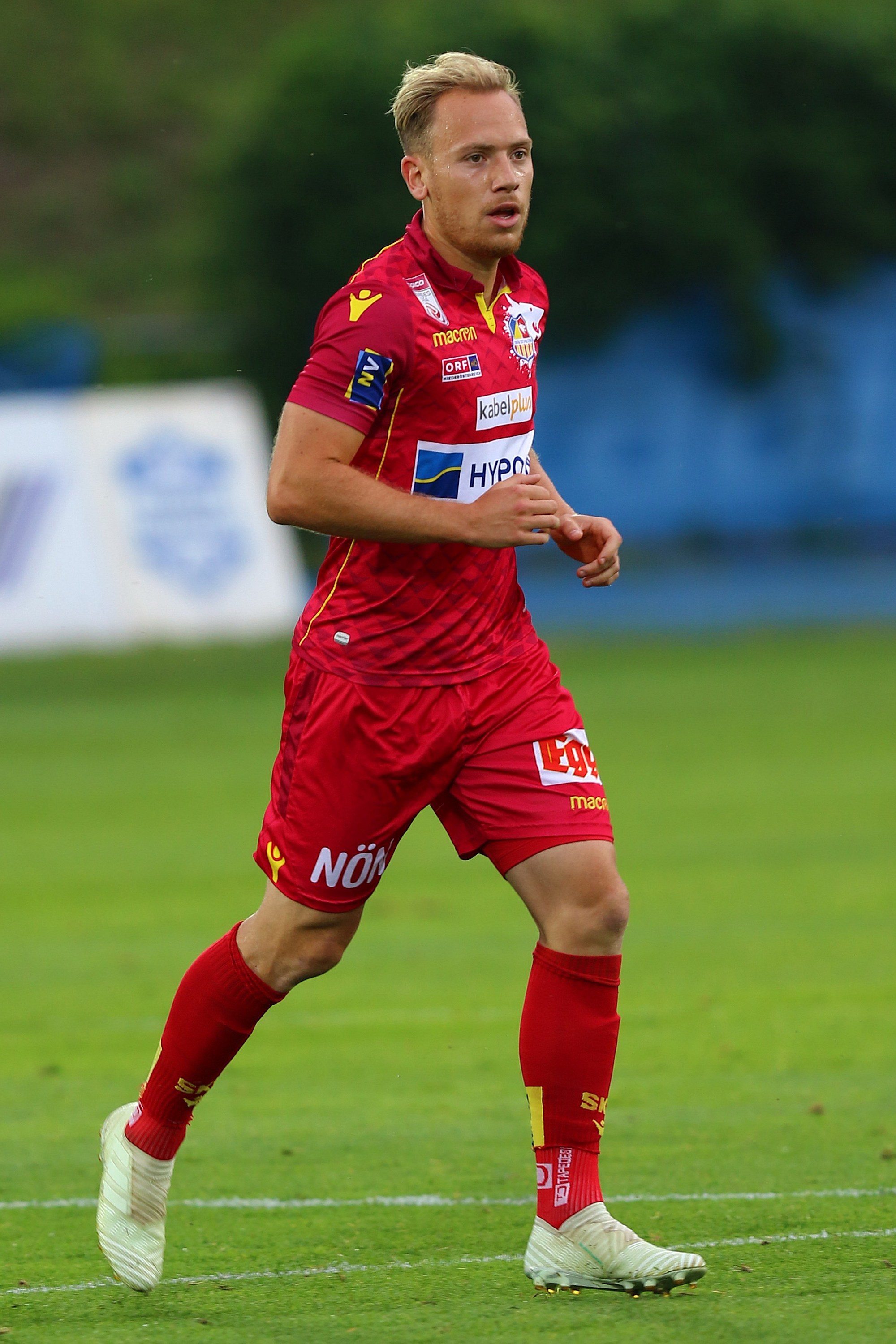
Hofbauer w barwach SKN St. Pölten (2018)

W połowie 2010 roku Hofbauer odbył testy w Hertha BSC, SV Ried oraz Rapidzie Wiedeń, który podpisał z nim trzyipółletni kontrakt. Będąc graczem tego klubu nie wystąpił w żadnym oficjalnym meczu, będąc wypożyczanym do kolejno: FAC Team für Wien (Regionalliga Ost), SKN St. Pölten (1. Liga) oraz SC Wiener Neustadt, w krórego barwach 21 lipca 2012 zadebiutował w Bundeslidze w spotkaniu przeciwko SV Mattersburg (0:2).
Latem 2013 roku rozwiązał swoją umowę z Rapidem Wiedeń i został zawodnikiem SKN St. Pölten, gdzie grał przez 1,5 roku na poziomie 1. Ligi. W Pucharze Austrii 2013/14 jego klub sensacyjnie dotarł do finału rozgrywek, gdzie uległ 2:4 Red Bullowi Salzburg. W lipcu 2014 roku Hofbauer zadebiutował w europejskich pucharach w wygranym dwumeczu z Botewem Płowdiw (1:2, 2:0) w kwalifikacjach Ligi Europy 2014/15.
W przerwie zimowej sezonu 2014/15 odszedł on do SC Wiener Neustadt, z którym pół roku później spadł z Bundesligi. Wkrótce po tym jako wolny agent dołączył do Rheindorf Altach, z którym związał się dwuletnim kontraktem. W barwach tego klubu rozegrał 26 ligowych spotkań i strzelił 3 bramki. Po sezonie 2015/16 postanowił odejść z zespołu, by kontynuować karierę za granicą.
We wrześniu 2016 roku Hofbauer odbył testy w Parma Calcio 1913 (Lega Pro, Włochy), a następnie w Arce Gdynia, po których podpisał roczny kontrakt z opcją jego przedłużenia o kolejne 12 miesięcy. 19 września zadebiutował w Ekstraklasie w wygranym 1:0 meczu z Cracovią, w którym wszedł na boisko w 89. minucie, zastępując Miroslava Božoka. W sezonie 2016/17 rozegrał w lidze 25 spotkań, w których zdobył 2 bramki i wywalczył Puchar Polski. W meczu finałowym jego zespół pokonał 2:1 Lecha Poznań, a on sam wszedł na boisko w 83. minucie. Z powodu kontuzji Hofbauer nie mógł zagrać w spotkaniu o Superpuchar Polski 2017 przeciwko Legii Warszawa, który zakończył się wygraną Arki Gdynia.
W lipcu 2017 roku z powodów rodzinnych zdecydował się powrócić do Austrii i podpisać trzyletnią umowę z SKN St. Pölten. W sezonie 2017/18 jego zespół zajął ostatnie miejsce w tabeli i uchronił się przed spadkiem, wygrywając play off z drugoligowym SC Wiener Neustadt. W lutym 2019 roku Hofbauer naderwał więzadło poboczne piszczelowe w lewym kolanie, przez co musiał przejść trzymiesięczną rekonwalescencję. W marcu 2020 roku, z powodu trudnej sytuacji finansowej SKN St. Pölten, spowodowanej wybuchem pandemii COVID-19, zrezygnował z części poborów na rzecz klubowej akademii. Ogółem w barwach SKN St. Pölten rozegrał w Bundeslidze 55 spotkań, w których strzelił 2 gole. Po sezonie 2019/20 jako wolny agent opuścił zespół i po kilkumiesięcznych poszukiwaniach nowego pracodawcy zakończył karierę.

## Kariera reprezentacyjna
W latach 2006–2008 Hofbauer występował w młodzieżowych reprezentacjach Austrii w kategorii U-17, U-18 i  U-19.

## Statystyki kariery
Klubowe
| Klub                      | Sezon             | Liga              | Liga  | Liga | Puchar kraju | Puchar kraju | Puchar ligi | Puchar ligi | Kontynentalne | Kontynentalne | Inne  | Inne | Razem | Razem |
| Klub                      | Sezon             | Liga              | Mecze | Gole | Mecze        | Gole         | Mecze       | Gole        | Mecze         | Gole          | Mecze | Gole | Mecze | Gole  |
| ------------------------- | ----------------- | ----------------- | ----- | ---- | ------------ | ------------ | ----------- | ----------- | ------------- | ------------- | ----- | ---- | ----- | ----- |
| SK Sturm Graz II          | 2006/2007         | Regionalliga      | 8     | 1    | —            | —            | —           | —           | —             | —             | —     | —    | 8     | 1     |
| FAC Team für Wien (wyp.)  | 2010/2011         | Regionalliga      | 9     | 1    | 2            | 0            | —           | —           | —             | —             | —     | —    | 11    | 1     |
| SKN St. Pölten (wyp.)     | 2010/2011         | 1. Liga           | 9     | 1    | —            | —            | —           | —           | —             | —             | —     | —    | 9     | 1     |
| SKN St. Pölten (wyp.)     | 2011/2012         | 1. Liga           | 29    | 5    | 1            | 0            | —           | —           | —             | —             | —     | —    | 30    | 5     |
| SKN St. Pölten (wyp.)     | Ogółem            | Ogółem            | 38    | 6    | 1            | 0            | 0           | 0           | 0             | 0             | 0     | 0    | 39    | 6     |
| SKN St. Pölten II (wyp.)  | 2010/2011         | Landesliga        | 1     | 0    | —            | —            | —           | —           | —             | —             | —     | —    | 1     | 0     |
| SC Wiener Neustadt (wyp.) | 2012/2013         | Bundesliga        | 23    | 0    | 1            | 0            | —           | —           | —             | —             | —     | —    | 24    | 0     |
| SKN St. Pölten            | 2013/2014         | Bundesliga        | 18    | 0    | 4            | 2            | —           | —           | —             | —             | —     | —    | 22    | 2     |
| SKN St. Pölten            | 2014/2015         | Bundesliga        | 16    | 0    | 2            | 0            | —           | —           | 4             | 0             | —     | —    | 22    | 0     |
| SKN St. Pölten            | Ogółem            | Ogółem            | 34    | 0    | 6            | 2            | 0           | 0           | 4             | 0             | 0     | 0    | 44    | 2     |
| SKN St. Pölten II         | 2013/2014         | Landesliga        | 1     | 0    | —            | —            | —           | —           | —             | —             | —     | —    | 1     | 0     |
| SC Wiener Neustadt        | 2014/2015         | Bundesliga        | 13    | 3    | —            | —            | —           | —           | —             | —             | —     | —    | 13    | 3     |
| Rheindorf Altach          | 2015/2016         | Bundesliga        | 26    | 2    | 2            | 1            | —           | —           | 2             | 0             | —     | —    | 30    | 3     |
| Arka Gdynia               | 2016/2017         | Ekstraklasa       | 25    | 2    | 6            | 2            | —           | —           | —             | —             | —     | —    | 31    | 4     |
| SKN St. Pölten            | 2017/2018         | Bundesliga        | 23    | 1    | —            | —            | —           | —           | —             | —             | 1     | 0    | 24    | 1     |
| SKN St. Pölten            | 2018/2019         | Bundesliga        | 13    | 0    | 3            | 0            | —           | —           | —             | —             | —     | —    | 16    | 0     |
| SKN St. Pölten            | 2019/2020         | Bundesliga        | 19    | 1    | 3            | 0            | —           | —           | —             | —             | —     | —    | 22    | 1     |
| SKN St. Pölten            | Ogółem            | Ogółem            | 55    | 2    | 6            | 0            | 0           | 0           | 0             | 0             | 1     | 0    | 62    | 2     |
| Ogółem w karierze         | Ogółem w karierze | Ogółem w karierze | 233   | 17   | 24           | 5            | 0           | 0           | 6             | 0             | 1     | 0    | 264   | 22    |

## Sukcesy
Aston Villa FC Reserves
- Premier Reserve League(inne języki): 2008/09

Arka Gdynia
- Puchar Polski: 2016/17